# Єреванський ботанічний сад
40°12′39″ пн. ш. 44°33′26″ сх. д. / 40.21083° пн. ш. 44.55722° сх. д.
Єреванський ботанічний сад — ботанічний сад, розташований в Єревані, столиці Вірменії. Заснований у 1935 році, він підпорядковується Інституту ботаніки Національної академії наук Республіки Вірменії та займає площу 80 гектарів.

## Географічне розташування
Ботанічний сад розташований на північному сході Єревану, у районі Нор Норк, на висоті 1 143 метрів над рівнем моря. Розташований навпроти Єреванського аквапарку, він простягається на площу 80 гектарів.
Він складається з двох регіональних відділень, з Севанського національного парку (марз Ґегаркунік) та з Ванадзорського ботанічного саду (марз Лорі).

## Історія
Ботанічний сад був створений в Єревані в радянську епоху, в 1935 р., і згодом переданий під керівництво Інституту ботаніки, Вірменської Академії Наук. Після здобуття незалежності, державне фінансування вичерпалося, і сад виживає тільки завдяки зусиллям його співробітників.

## Колекція
До складу ботанічного саду входять дендрарій та гербарій. Серед його колекцій, зокрема є: бузок (Syringa), атрагена (Clematis), горобина (Sorbus), садовий  жасмин (Philadelphus), різні хвойні дерева та представники місцевої флори.

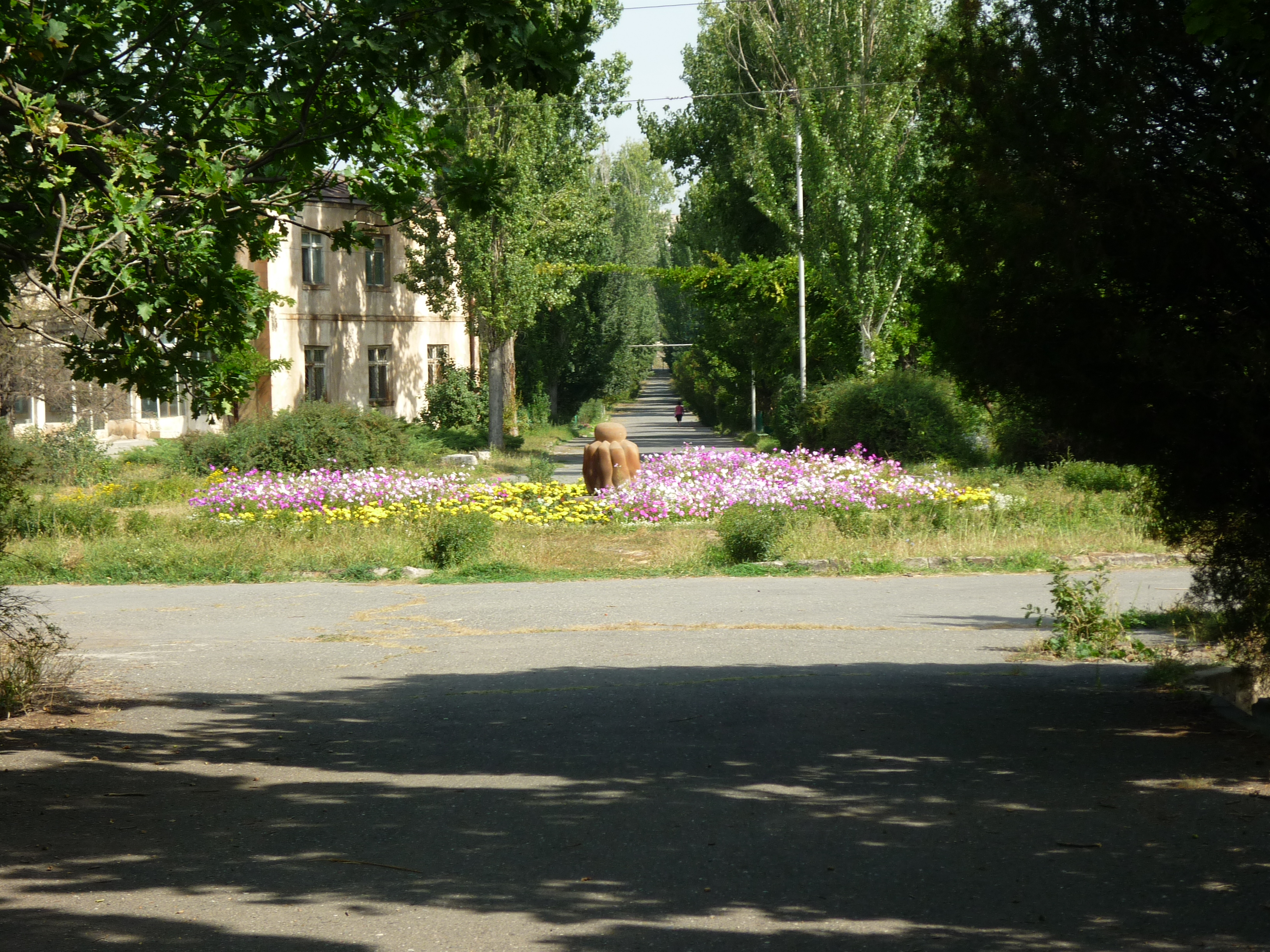
Алея парку
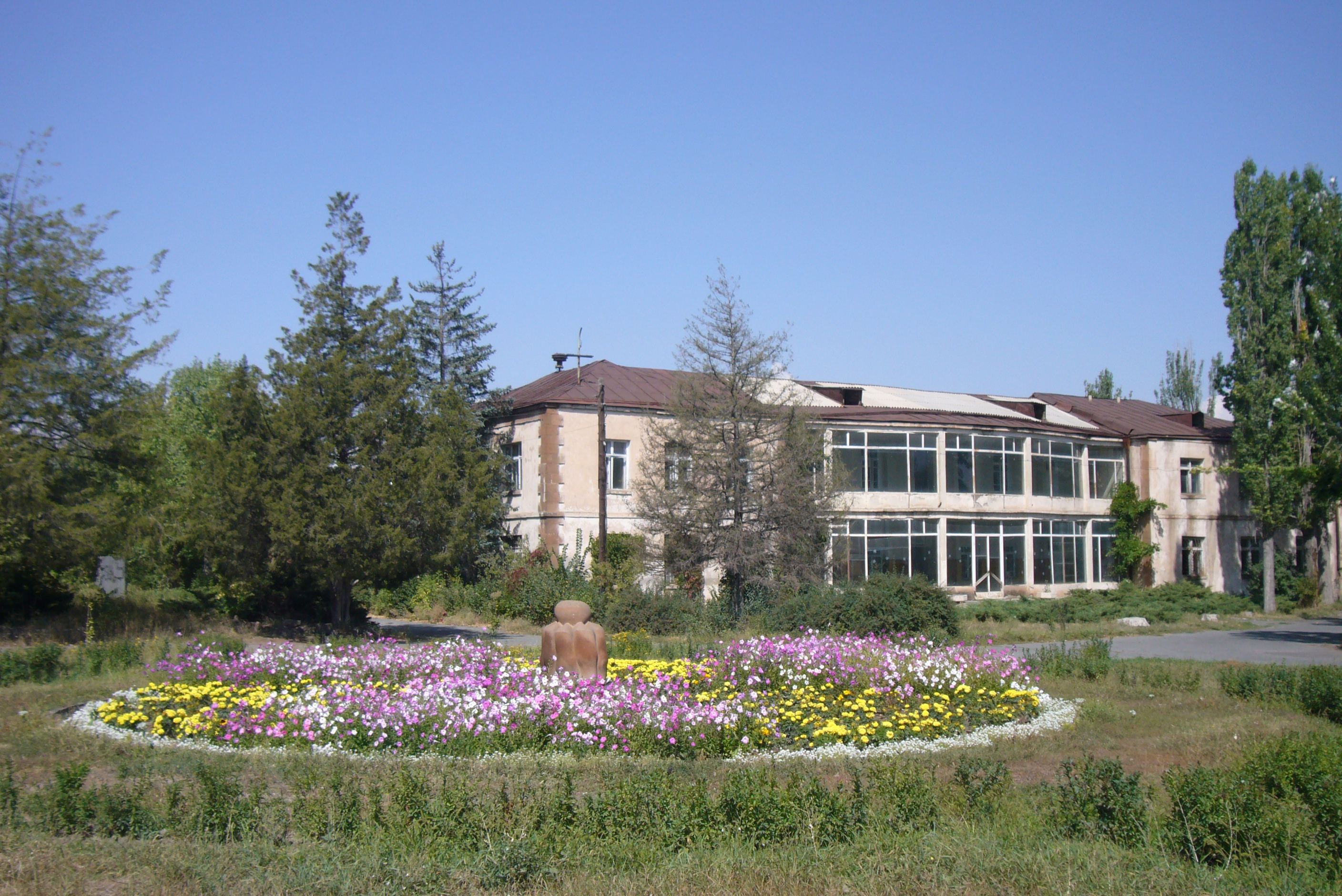
Клумба
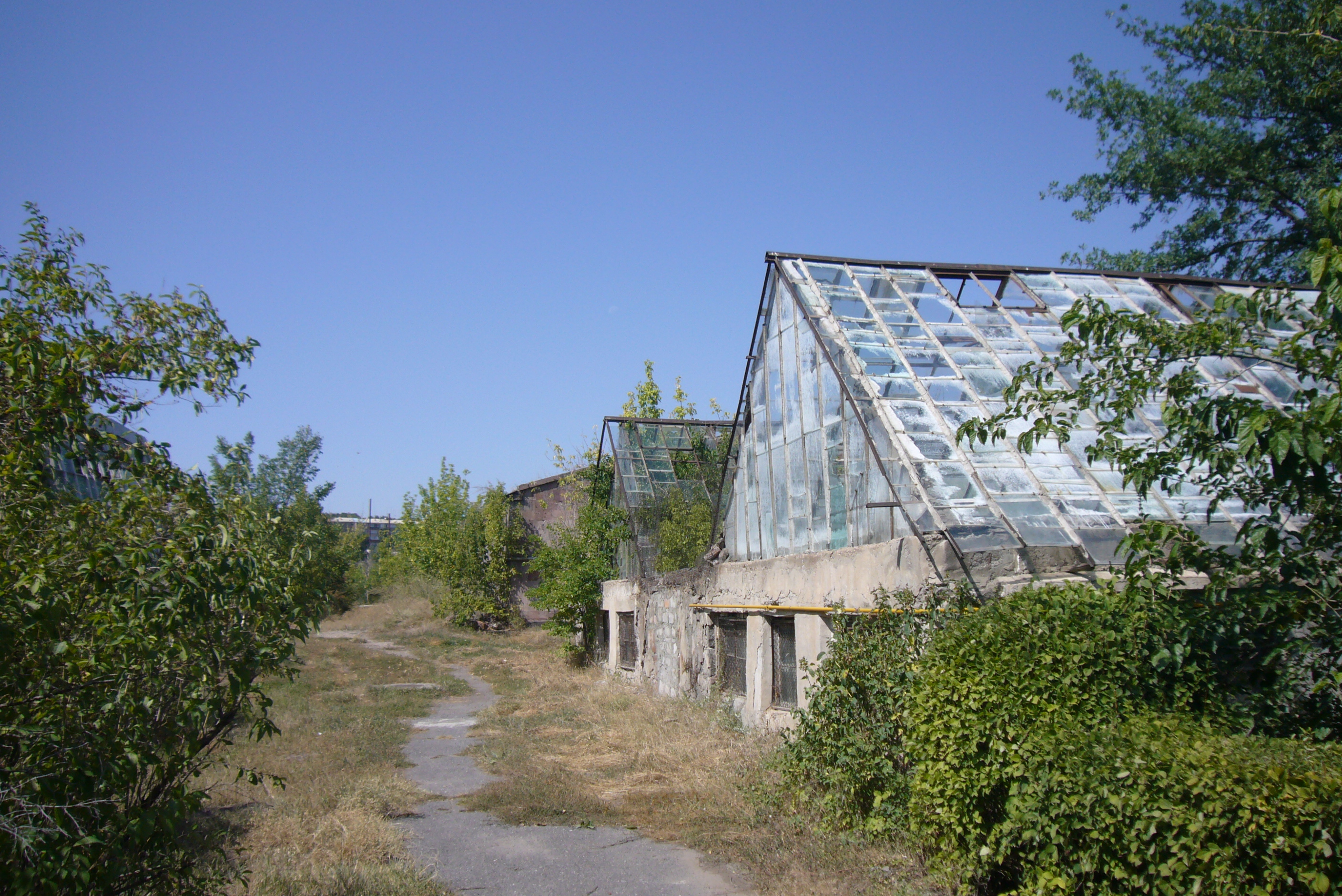